# Anton Blechschmidt
Anton Blechschmidt (* 5. Juli 1841 in Tschernembl im Kronland Krain, Slowenien; † 3. Mai 1916 in Wien) war ein österreichischer Sozialpolitiker aus dem Kreis der Privatbeamten. Er wird als Pionier der Angestelltenpensionsversicherung bezeichnet.

## Leben
Anton Blechschmidt war der Sohn eines gleichnamigen Steuerkassiers. Er legte die Matura am Gymnasium in Laibach ab und begann an der philosophischen Fakultät der Universität Wien zu studieren. Dieses Studium musste er aus finanziellen Gründen aufgeben, er wurde Buchhalter in der Eisenbranche. Blechschmidt war verheiratet mit Marie Blechschmidt, geb. 1860.

### Mitarbeit an der Altersversorgung durch ein eigenes Gesetz für Privatbeamte
In seiner Berufstätigkeit lernte er die Situation der Privatbeamten (auch als Privatangestellte bezeichnet) kennen, seine Gedanken wurden in einem Zeitungsbeitrag öffentlich. In diesem Beitrag verglich er die Situation der Staatsbeamten, die bereits eine gesicherte Altersversorgung hatten, mit jener der Privatbeamten, denen diese fehlte und regte die Gründung einer Interessenvertretung als „Verband der Privatbeamten“ an, die sich mit der Sicherung des Gehaltes, Altersversorgung, Arbeitszeit, Urlaub etc. befassen solle. Er trat einem einschlägig tätigen Unterstützungsverein bei: Der Privatbeamtengruppe des ersten allgemeinen Beamtenvereins der österreichischen Monarchie. Diese Gruppe hatte bereits am 27. November 1888 zu diesem Thema eine Petition an Regierung und Reichsrat gerichtet.

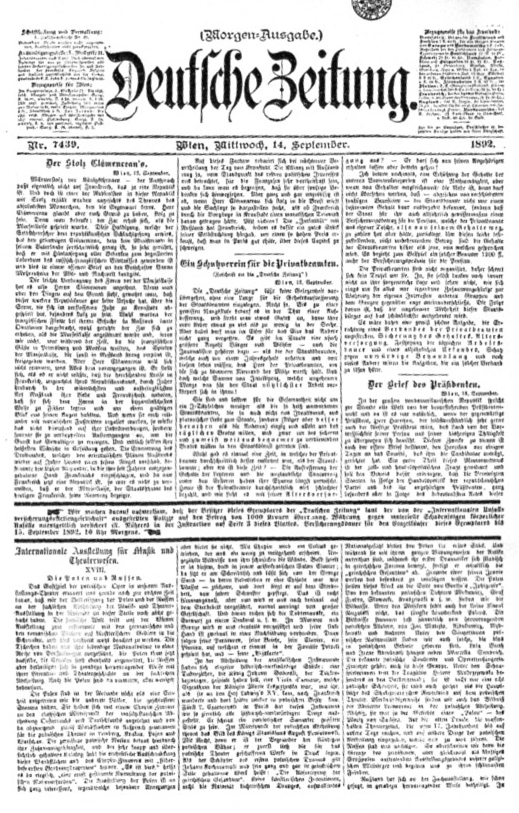
Deutsche Zeitung vom 14. September 1892, S. 1: Der Text Blechschmidts erschien an zentraler Stelle, aber ohne Namensnennung, als „Zuschrift“ bezeichnet.

Am 10. November 1892 legte die Privatbeamtengruppe ihre Vorstellungen für ein allgemeines Pensionsinstitut für Privatbeamte vor. Ein Kern war, dass die Privatbeamten und deren Arbeitgeber je 5 Prozent der Gehaltssumme in das Institut einzahlen sollten.
Blechschmidt wurde stellvertretender Obmann der Privatbeamtengruppe, 1896 deren Obmann. Am 24. November 1895 legte der von ihm einberufene erste Delegiertentag die Grundzüge über ein Gesetz der Privatangestellten fest. Der Vorschlag („Promemoria“ genannt) wurde Ministerpräsident Badeni vorgelegt, der ihm wohlwollend gegenüberstand. Eine Gesetzesvorlage wurde nach Kontakten mit dem Finanz-, Ackerbau- und Handelsminister für Herbst 1896 in Aussicht gestellt. Das traf nicht ein. Es kam aber am 3. Juni 1896 eine Erklärung auf Regierungsebene zustande, in der die Schaffung einer Altersversorgung für Privatbeamte mit weittragendem sozialpolitischem Nutzen anerkannt wurde. Es wurde unter Ministerpräsident Thun ein Ministeriumsentwurf ausgearbeitet, an dessen Erstellung Blechschmidt beteiligt war. Unterstützt wurden die Arbeiten durch Handelsminister Di Pauli, Ministerpräsident Clary-Aldringen und das Abgeordnetenhaus. Allerdings bildeten in dieser Zeit die intensiven Streitigkeiten im böhmischen Sprachenkonflikt und die damit verbundene Obstruktion im Reichsrat in Verbindung mit den Badeni-Krawallen ein gravierendes Hindernis für innenpolitische Neuerungen in Cisleithanien.
Schließlich war eine Gesetzesvorlage im Mai 1901 erfolgreich und kam in das Gesetzgebungsverfahren.
Der Entwurf stieß auf Kritik durch die Unternehmervertreter, die sich gegen die zusätzliche Belastung wehrten, aber auch darauf hinwiesen, dass die Abgrenzung der Privatbeamten von den Arbeitern nicht präzise durchzuführen und deshalb eine allgemeine Versicherung sinnvoller wäre. Kritik kam auch aus der Sozialdemokratie: diese verlangte ebenfalls eine allgemeine Versicherung, nicht bloß für Privatbeamte.

### Wunsch nach gesonderter Regelung
Blechschmidt trat dem Wunsch nach einer gemeinsamen Versicherung (für Angestellte und Arbeiter) mit dem Argument entgegen, dass dies nur eine verhüllte Ablehnung des auf die Privatbeamten zugeschnittenen Entwurfes bilde, weil durch eine allgemeine Versicherung zwei ihrem ganzen Wesen grundverschiedene Stände miteinander verquickt würden. Eine bloße Angestellten-/Privatbeamtenversicherung hingegen würde die Interessengemeinschaft zwischen Unternehmern und deren Beamten fester knüpfen und die bestehende Gesellschaftsordnung festigen. Gegner des Gesetzes sollten bedenken, dass die Privatbeamten dadurch „wider ihren Willen in die Bahnen der sehnlichst auf sie wartenden Sozialdemokratie“ gedrängt würden. Die Pflichtversicherung nur für Angestellte würde auch die (Kosten- und damit: Wettbewerbs-)Nachteile für jene Unternehmer ausgleichen, die ihren Angestellten freiwillig eine solche Versicherung gaben. Blechschmidts Ziele lagen darin, das Los der arbeitsunfähig gewordenen Angestellten und ihrer Familien zu verbessern, dies aber ganz klar getrennt von sozialdemokratischen Ideen. Die Angestellten wurden als Hilfskräfte des Unternehmers gesehen, näher diesem als den Arbeitern, ein „Stand in der Mitte“. Die Pensionsversicherung der Angestellten wurde als Maßnahme der Mittelstandspolitik gesehen. Als ein Motiv für die Schaffung dieses Gesetzes wird auch die Einführung des allgemeinen Wahlrechts 1907 genannt, welches die Privatangestellten zu einer Wählergruppe machte, bei der durch die Pensionsversicherung einer drohenden Verproletarisierung bzw. einem Abwandern zu radikalen Parteien vorgebeugt werden sollte.
Diese von Blechschmidt und seinen Unterstützern vertretene Position, die sich letztlich zu Gunsten einer bloßen Angestelltenversicherung durchsetzte, blieb bis ins 21. Jahrhundert in der Organisation der österreichischen Sozialversicherung, aber auch in der Organisation der Gewerkschaften nachvollziehbar: Die Pensionsversicherungsanstalten für Arbeiter und für Angestellte wurden erst 2003 zusammengelegt, auch in der Krankenversicherung wurde die getrennte Organisation für Arbeiter und Angestellte z. B. bei der Wiener Gebietskrankenkasse erst in den 1960er-Jahren unter ihrem Generaldirektor Alois Dragaschnig vereinheitlicht. Mit der Gewerkschaft der Privatangestellten GPA gab es bis zu ihrer Fusion 2007 mit der Gewerkschaft Druck, Journalismus, Papier (djp) eine ausdrücklich für Angestellte in der Privatwirtschaft tätige Teilgewerkschaft des Österreichischen Gewerkschaftsbundes ÖGB.

### Der Weg zum Gesetz
Der Entwurf wurde während der Verhandlungen im Reichsrat (Abgeordnetenhaus und Herrenhaus) tiefgreifend überarbeitet.
Blechschmidt war durch die Entwicklung enttäuscht und fühlte sich z. B. auch dadurch hintergangen, dass der „Bund der Industriellen“, der das Vorhaben ursprünglich unterstützt hatte, später dagegen auftrat.
Das Gesetz über die Pensionsversicherung für Angestellte, dessen Zustandekommen von Blechschmidt über Jahrzehnte eingehend betrieben worden war, erhielt seine kaiserliche Zustimmung am 16. Dezember 1906 und wurde am 1. Jänner 1907 kundgemacht. Nach seinem § 94 trat es zwei Jahre nach der Kundmachung in Kraft.

### Umsetzung des Gesetzes
Blechschmidt wurde mit Schreiben vom 11. Februar 1908 zum Vorstandsmitglied der Pensionsanstalt (so deren Name nach § 40 des Gesetzes) ernannt, die erstmaligen Sitzungen (Konstituierung) fanden am 2. März 1908 statt. Bei der provisorischen Besetzung der Geschäftsführung wurde Graf Auersperg zum Präsidenten bestellt. Blechschmidt wurde gemeinsam mit einem seiner hauptsächlichen Gegenspieler, dem Präsidenten des Bundes österreichischer Industrieller Heinrich Vetter, Vizepräsident der Anstalt. Danach konstituierte sich ein Wahlkomitee, dem mehrere Organisationen der Privatangestellten verschiedener Parteirichtungen angehörten, der bereits 67-jährige Blechschmidt wurde bei der Erstellung der Kandidatenliste nicht mehr berücksichtigt. Mit Brief vom 4. Jänner 1910 wurde Blechschmidt die Stellung und Entlohnung eines subalternen Beamten angeboten, was er gekränkt zurückwies. Er blieb ohne Vermögen und im Lohndienst bis zu seinem Tod.
Das große Verdienst Blechschmidts wird darin gesehen, die Pensionsversicherung für Angestellte erreicht zu haben. Diese wurde später auch Vorbild für die Pensionsversicherung der Arbeiter.

## Ehrungen
Auszeichnungen wie den Titel „Kaiserlicher Rat“ lehnte er ab, den Franz-Joseph-Orden hielt er für entwertet, weil zur selben Zeit ein Abgeordneter diesen Orden erhielt, den Blechschmidt als Schädiger des sozialen Reformwerks empfand.
- 1909: mit Inkrafttreten des Gesetzes Wahl zum ersten Vizepräsidenten der Anstalt
- 1910: Wahl zum Ehrenpräsidenten des Privatangestelltentages
- 1936: Gedenktafel am damaligen Sitz der Angestelltenversicherungsanstalt in der Blechturmgasse 11 im 5. Wiener Gemeindebezirk. Die Tafel trägt unter einem Relief von Blechschmidt den Text: Bahnbrecher der Angestelltenversicherung. Über Anregung des Österreichischen Buchhalterverbandes und des Gewerkschaftsbundes der österreichischen Arbeiter und Angestellten in Dankbarkeit gewidmet von den Privatangestellten und Rentnern Österreichs. 25. Oktober 1936.
- 1940: Benennung der Blechschmidt-Gasse im 21. Wiener Gemeindebezirk, Siedlungsgebiet Schwarzlackenau
- Widmung eines Ehrengrabes am Neustifter Friedhof im 19. Wiener Gemeindebezirk.